# Cyclichthys orbicularis
Cyclichthys orbicularis is een straalvinnige vissensoort uit de familie van egelvissen (Diodontidae). De wetenschappelijke naam van de soort is voor het eerst geldig gepubliceerd in 1785 door Bloch.